# Shepard elephant

Blivet illusion, eine weitere „impossible figure“ beruhend auf der „figure-ground confusion“

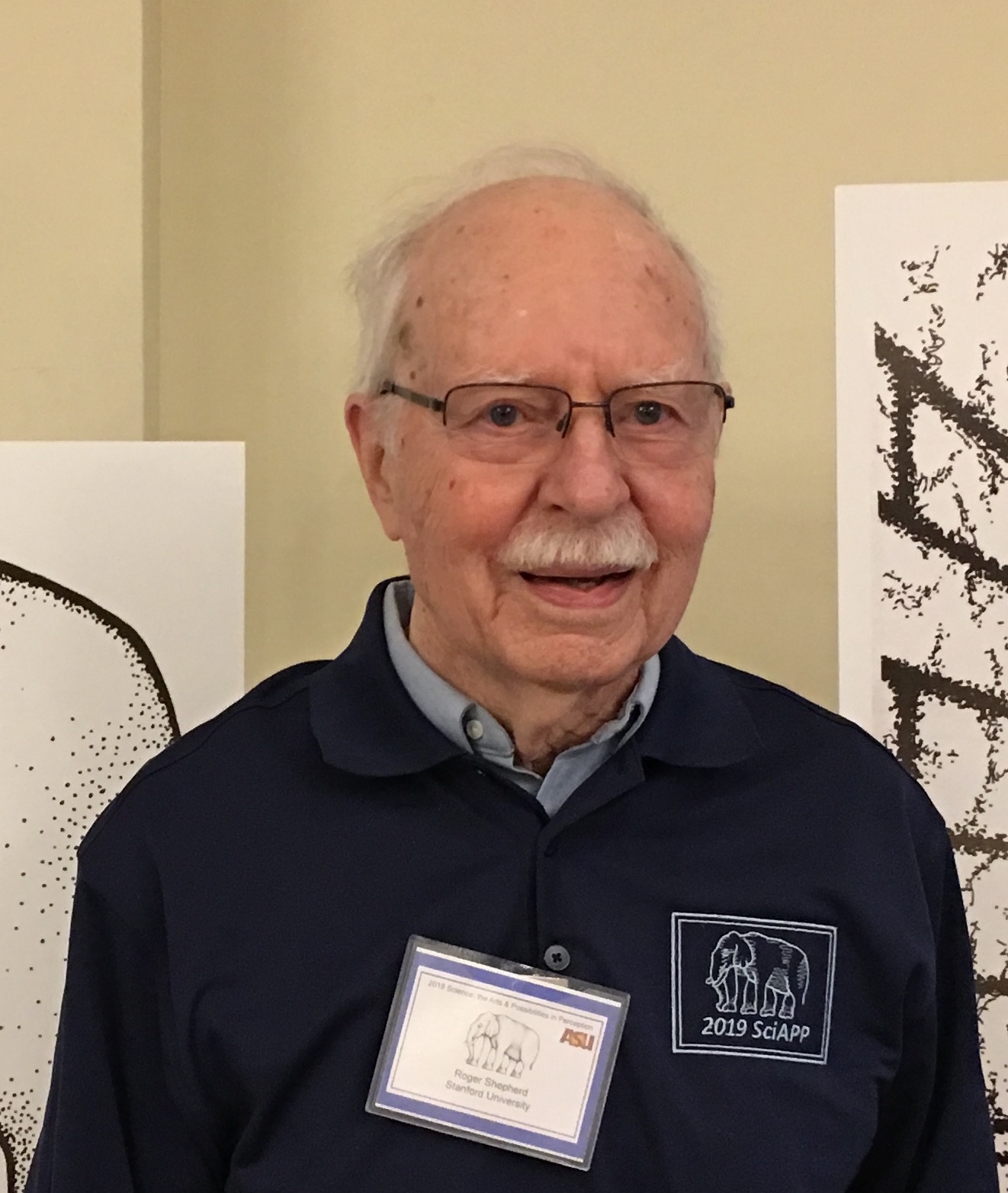
Stanford Psychologe Roger Shepard (März 2019), der diese Illusion 1990 veröffentlichte

Der Shepard-Elefant, auch bekannt als L'egs-istential Quandary oder der unmögliche Elefant, ist eine optische Täuschung vom Typ „unmögliches-Objekt“, die auf einer „Figur-Grund-Verwechslung“ beruht. Sein Schöpfer, Roger Shepard, erklärt:
Der Elefant … gehört zu einer Klasse von Objekten, die „wirklich unmöglich“ sind, da das Objekt selbst nicht vom Nicht-Objekt oder Hintergrund getrennt werden kann. Teile des Objekts (in diesem Fall die Beine des Elefanten) werden zum Hintergrund und andersherum.

## Entstehung
Shepard veröffentlichte dieses optische Paradoxon erstmals 1990 in seinem Buch „Mind Sights“ (Seite 79) und nannte es „L'egs-istential Quandary“; es ist der erste Eintrag in seinem Kapitel über „Figure-ground impossibilities“. Die Federzeichnung basiert auf einem Traum, den Shepard 1974 hatte, und auf der Bleistiftskizze, die er nach dem Aufwachen anfertigte.

## Andere Illusionen basierend auf dieser Art
Das Bild wird häufig reproduziert und diskutiert. Brad Honeycutt, Autor von Exceptional Eye Tricks, nennt den Shepard-Elefanten „eine der berühmtesten und klassischsten optischen Täuschungen“.